# Sergej Bikov
Sergej Vladimirovič Bikov (rus. Сергей Владимирович Быков) (Novodvinsk, Rusija, 26. veljače 1983.) je ruski košarkaš i igrač CSKA Moskve. Igra na položajima razigravača i pucača.

## Karijera

### Klupska karijera
Sergej Bikov je košarkašku karijeru započeo u juniorskoj momčadi Spartak Moskve. U seniorskoj momčadi kluba je debitirao 2000. te je za klub nastupao jednu sezonu (2000./01). Završetkom sezone napušta klub, i prelazi u momčad gradskog suparnika Dinama za koji je igrao do 2004.
Bikov je sezonu 2004./05. proveo u momčadi Universitet Surgut, no nakon jedne sezone provedene u klubu, vraća se u Dinamo Moskva. Za klub je igrao do 2010. nakon čega odlazi u CSKA Moskvu. S klubom je potpisao trogodišnji ugovor vrijedan 4,5 mil. eura neto.

### Reprezentativna karijera
Sergej Bikov je od 2007. stalni reprezentativac ruske košarkaške reprezentacije. S Rusijom je dosad nastupio na 4 velika natjecanja - 2 Europska prvenstva te jednoj Olimpijadi i Svjetskom prvenstvu. Najveći reprezentativni uspjeh ostvario je 2007. kad je Rusija na Europskom prvenstvu u Španjolskoj postala europski košarkaški prvak.

## Vanjske poveznice
- Profil igrača na Euroleague.net
- Profil igrača na Eurobasket2009.org  Arhivirana inačica izvorne stranice od 13. kolovoza 2011. (Wayback Machine)
- Profil igrača na Basketpedya.com  Arhivirana inačica izvorne stranice od 7. ožujka 2021. (Wayback Machine)